# Sarah Wayne Callies
Pour les articles homonymes, voir Callies.
Sarah Wayne Callies, née le 1er juin 1977 à La Grange, en Illinois, aux (États-Unis), est une actrice américaine.
Elle est surtout connue pour ses rôles de Sara Tancredi et de Lori Grimes dans les séries Prison Break et The Walking Dead.

## Biographie

### Jeunesse & débuts
Sarah Anne Wayne Callies est née le 1er juin 1977 à La Grange, en Illinois, aux (États-Unis).
Après le décès d'un membre de sa famille, ses parents déménagent à Honolulu (Hawaii) en 1978. Elle est la fille de deux professeurs, Valerie Wayne et David E. Callies, de l'université d'Hawaï, son père enseigne le droit et sa mère l'anglais.
Après le lycée, elle a étudié au Dartmouth College à Hanover, New Hampshire. Puis au National Theatre Conservatory, où elle est ressortie diplômée en 2002.

### Carrière
Elle commence sa carrière en 2003 dans plusieurs séries : Queens Supreme, New York, unité spéciale et Jane et Tarzan.
En 2005, elle joue dans un épisode de Numb3rs, puis elle obtient le rôle de Sara Tancredi dans la série Prison Break qui la révélera au grand public. Elle y joue le rôle du Dr Sara Tancredi, médecin qui travaille à la prison de Fox River et qui tombe sous le charme du détenu Michael Scofield (Wentworth Miller), mais le producteur ne la conserve pas pour le tournage de la saison 3. Elle est doublée au début de la saison puis les scénaristes décident de mettre en place une situation où l'on pourrait croire à une mort de son personnage, permettant un retour de l'actrice dans la série au cas où le producteur changerait d'avis, ce qu'il a fait dans la saison 4.[Quoi ?]

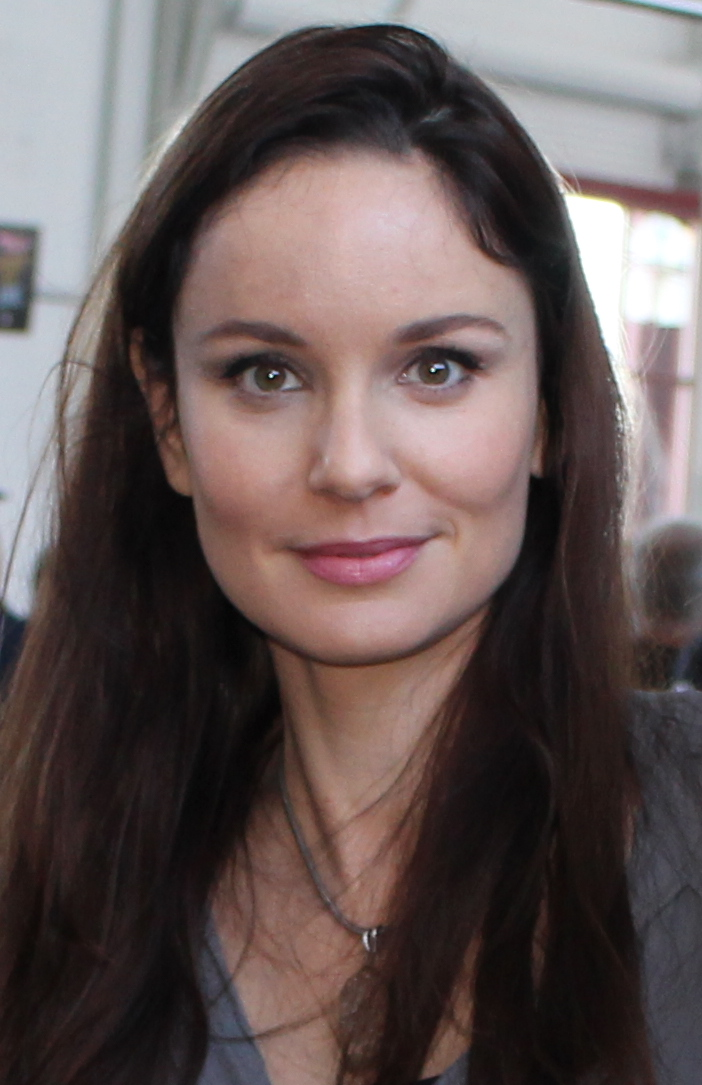
L'actrice en 2015.

En 2014, elle figure dans le film catastrophe Black Storm. L'année suivante elle joue dans les films Black November et Pay the Ghost aux côtés de Nicolas Cage.
En 2006, elle fait ses débuts au cinéma dans le film The Celestine Prophecy d'Armand Mastroianni. L'année suivante, elle est présente dans Whisper avec Josh Holloway.
En 2008, elle figure dans la distribution du film Bittersweet. Deux ans plus tard, après avoir incarné une patiente dans la saison 6 de la célèbre série Dr House, elle obtient le rôle de Lori Grimes dans la série télévisée The Walking Dead, où elle reste jusqu'en 2013. Entre-temps, elle joue dans les films Lullaby de Benoît Philippon en 2010, puis Visages inconnus de Julien Magnat en 2011. 
Le 6 août 2015, la Fox annonce que Prison Break reviendra pour une nouvelle saison, sous la forme d'une mini-série de 9 épisodes qui sera diffusée en 2017. L'actrice y reprend son rôle de Sara Tancredi aux côtés notamment de ses partenaires Wentworth Miller (Michael Scofield) et Dominic Purcell (Lincoln Burrows).
En 2016, elle joue dans le film d'horreur The Door de Johannes Roberts, puis elle retrouve un rôle principal à la télévision dans la série Colony, où elle incarne Katie Bowman. Elle y retrouve Josh Holloway avec qui elle avait déjà joué auparavant dans le long métrage Whisper. La série s'achève en 2018 après trois saisons.
En 2017, elle tourne dans le deuxième film réalisé par Giancarlo Esposito intitulé This Is Your Death avec Josh Duhamel et Famke Janssen. L'année d'après, elle revient à la télévision lors de deux épisodes de Letterkenny.
En 2019, elle est au casting de la mini-série Unspeakable, puis en 2020 dans Councils of Dads.
En 2021, elle réalise l'épisode 13 de la quatrième saison de la série Good Doctor.

### Vie privée
Elle est mariée depuis 2002 avec Josh Winterhalt, avec qui elle a eu 2 enfants : une fille née le 20 juillet 2007 et un fils adoptif, né en août 2013.

## Filmographie

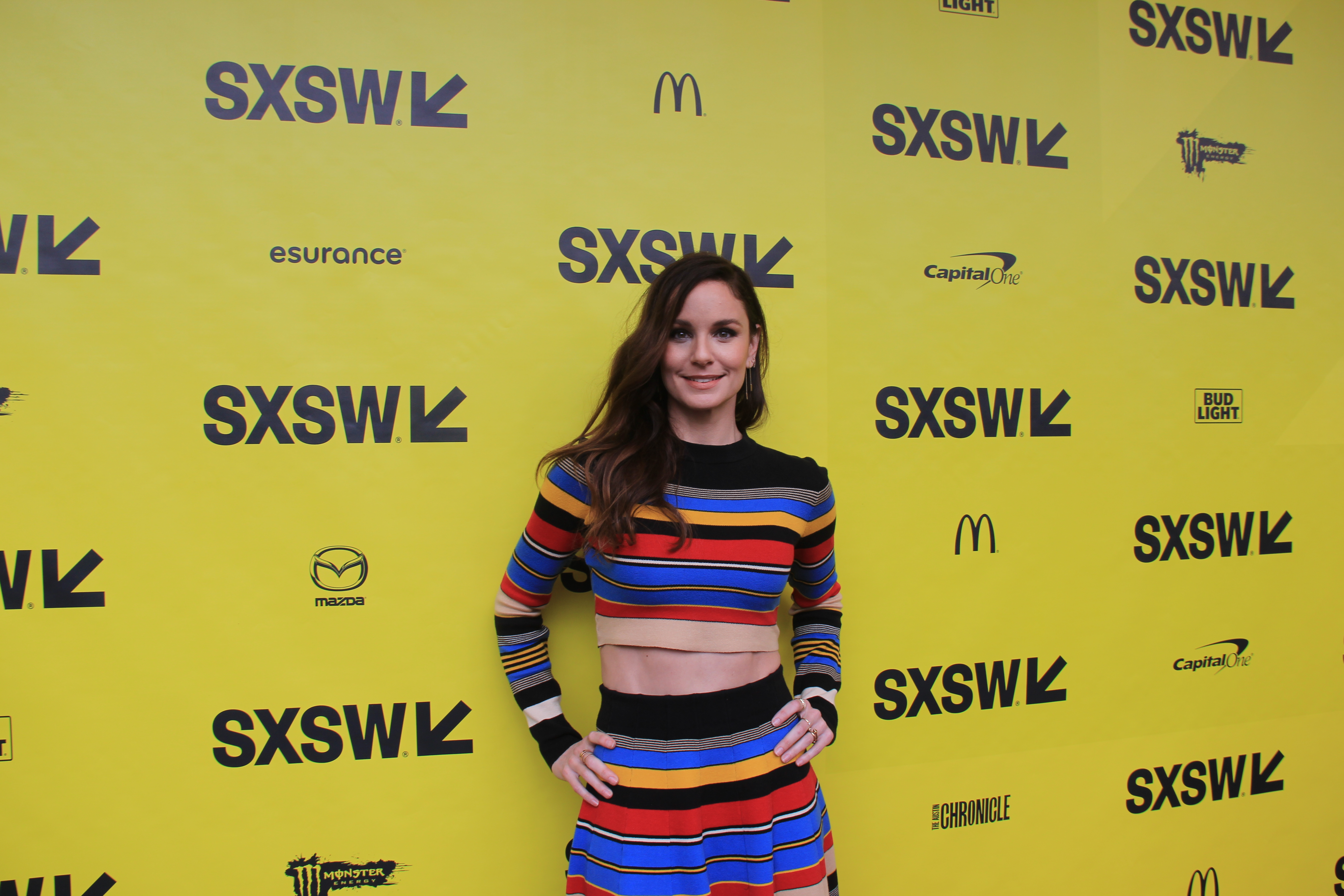
Sarah Wayne Callies en 2017.

### Cinéma

#### Longs métrages
- 2006 : La Prophétie des Andes (The Celestine Prophecy) d'Armand Mastroianni : Marjorie
- 2007 : Whisper de Stewart Hendler : Roxanne
- 2008 : Bittersweet de Greg Levins : Robyn
- 2010 : Lullaby de Benoît Philippon : Josephine
- 2011 : Visages inconnus (Faces) de Julien Magnat : Francine
- 2011 : Foreverland de Max McGuire : Fran
- 2011 : Black Gold de Jeta Amata : Kate Summers
- 2014 : Black Storm de Steven Quale : Allison
- 2015 : Black November de Jeta Amata : Kate Summers
- 2015 : Pay the Ghost d'Uli Edel : Kristen
- 2016 : The Door de Johannes Roberts : Maria
- 2017 : This Is Your Death de Giancarlo Esposito : Karina

### Télévision

#### Séries télévisées
- 2003 : Queens Supreme : Kate O'Malley
- 2003 : New York, unité spéciale (Law & Order : Special Victims Unit) : Jenny Rochester (saison 4, épisode 17)
- 2003 : Dragnet : Kathryn 'Kate' Randall
- 2003 : Jane et Tarzan (Tarzan) : Détective Jane Porter
- 2005 : Numb3rs : Agent Kim Hall
- 2005 - 2009 / 2017 : Prison Break : Dr Sara Tancredi (rôle principal - saisons 1, 2, 4 et 5)
- 2010 : Dr House (House M.D) : Julia (Saison  6, épisode 19)
- 2010 - 2013 : The Walking Dead : Lori Grimes
- 2016 - 2018 : Colony : Katie Bowman
- 2017 : The Long Road Home : Leann Volesky
- 2018 - 2019 / 2021 : Letterkenny : Anita Dyck
- 2019 : Unspeakable : Margaret Sanders
- 2020 : Council of Dads : Robin Perry
- 2023 : Ces liens qui nous unissent (The Company You Keep) : Birdy Nicoletti (10 épisodes)

#### Téléfilms
- 2004 : The Secret Service de Clark Johnson : Laura Kelly
- 2010 : Tangled de Bronwen Hughes : Chloe / Sally

## Voix françaises
En France, Gaëlle Savary est la voix française régulière de Sarah Wayne Callies depuis la série Jane et Tarzan en 2003. 
Au Québec, Catherine Proulx-Lemay est la voix québécoise récurrente de l'actrice.